# Сапроново (Опочецкий район)
Сапроново — деревня в Опочецком районе Псковской области. Входит в состав Болгатовской волости
Расположена в 31 км к северо-востоку от города Опочка, в 5 км к северо-востоку от деревни Болгатово, восточнее деревни Теребени.
Численность населения по состоянию на 2000 год составляла 14 человек, на 2011 год — 10 человек.